# Ievgueni Duléiev
Ievgueni Duléiev (rus: Евгений Васильевич Дулеев)  (Moscou, 5 d'abril de 1956) és un remer rus, ja retirat, que va competir sota bandera de la Unió Soviètica durant la dècada de 1970.
El 1976 va prendre part en els Jocs Olímpics d'Estiu de Mont-real, on guanyà la medalla de plata en la competició del quàdruple scull del programa de rem. Formà equip amb Iuri Iakímov, Aivar Lazdenieks i Vitautas Butkus. Quatre anys més tard, als Jocs de Moscou, junt a Aleksandr Fomchenko, fou cinquè en la prova del doble scull.
En el seu palmarès també destaca una medalla de bronze al Campionat del Món de rem de 1975.